# Julio Mena Zueco
Julio Mena Zueco (Tarazona, Zaragoza, 20 de diciembre de 1874 - Madrid, 11 de febrero de 1947) fue un militar español.

## Biografía
Ingresó en la Academia de Infantería de Toledo el 1 de septiembre de 1894. Intervino en las campañas de Cuba y posteriormente en Marruecos. En 1925 ya ostentaba el rango de coronel. En 1931 fue nombrado comandante de la provincia marítima de Cádiz. Al año siguiente ascendió al rango de general de brigada.
El 1 de marzo de 1936 fue nombrado Subsecretario del Ministerio de la Guerra, cesando en el cargo el 14 de mayo.
Tras el estallido de la sublevación de Melilla, el gobierno republicano le nombró comandante de la 11.ª Brigada de Infantería, con sede en Burgos, y en sustitución del general Gonzalo González de Lara. Tras llegar a Burgos, los militares conspiradores se sublevaron y detuvieron a Mena Zueco, que no pudo hacer gran cosa contra la rebelión militar. Durante mucho tiempo se creyó que había sido fusilado por los rebeldes, sin embargo estos le juzgaron y le expulsaron del Ejército.
Falleció en Madrid el 11 de febrero de 1947.

## Condecoraciones
- Gran Cruz de la Orden Militar de San Hermenegildo (1932)[10]